# Milchweißes Samthäubchen
Das Milchweiße Samthäubchen (Conocybe albipes, Syn.: Conocybe lactea) ist eine Pilzart aus der Familie der Mistpilzverwandten (Bolbitiaceae).

## Merkmale

### Makroskopische Merkmale
Der Hut ist hell-cremefarben und nimmt in Richtung Hutmitte dunkelgelbe oder braune Färbungen an. Seine Form ist anfangs fingerhutförmig (konisch), später wird sie breitglockig (stumpf-konisch), breitet sich aber niemals ganz aus. Im Jungzustand des Habitus ist die Huthaut leicht schmierig. Weitere Merkmale sind eine schwache Längsriefigkeit oder gar Runzelung. Der Durchmesser beträgt etwa 0,5 bis 2,5 cm. Die Lamellen sind sehr eng angeordnet, die Farbe ist blass gelb-braun oder creme. Der dünne Stängel ist 1,5 bis 5 cm lang und 0,1 bis 0,3 cm dick, brüchig und innen hohl.

### Mikroskopische Merkmale
Die rötlich-braunen Sporen messen 10–14 × 7–9 μm. Sie sind breit-elliptisch bis oval, glatt und dickwandig. Sie enthalten jeweils eine Keimpore. Die Basidien sind 4-sporig. Der Sporenabdruck ist rostig-braun.

## Artabgrenzung
Verwechslungsgefahr besteht hauptsächlich mit anderen Arten der Gattung (Conocybe), aber auch mit diversen Arten der Rötlinge (Entoloma), Ackerlinge (Agrocybe) und Düngerlinge.

## Speisewert
Der geruchsneutrale Pilz ist, wie die meisten Arten der Gattung Conocybe, ungenießbar.

## Verbreitung und Ökologie
Die Art stammt ursprünglich aus Nordamerika, hat sich aber auch in Europa angesiedelt und tritt in Mitteleuropa weit verbreitet auf. 
Die Hauptwachstumszeit reicht meist von Juli bis September. Der Pilz wächst verstreut oder gesellig an sonnigen Standorten, wie Rasen, Weiden oder Wiesen und bevorzugt dabei gedüngte Grünflächen mit lockerer Bodenbeschaffenheit. Er gehört zu den typischen Wiesenpilzen. Hierzu zählen auch die verwandten Gattungen der Düngerlinge und Ackerlinge, mit deren Spezies Panaeolus foeniscecii und Agrocybe pediades er häufig anzutreffen ist.
Die nur kurzlebigen Fruchtkörper erscheinen im Frühling bis in den Herbst hinein, verstärkt bei hoher Temperatur- und Luftfeuchtigkeit (Schwüle) und überdauern nur 1–2 Tage. Es kommt vor, dass die Mittagssonne den Fruchtkörper frühzeitig kollabieren lässt.